# Gnophos falconata
Gnophos falconata är en fjärilsart som beskrevs av Eugen Wehrli 1931. Gnophos falconata ingår i släktet Gnophos och familjen mätare. Inga underarter finns listade i Catalogue of Life.